# Leben der Jungfrau (Notre-Dame-en-Vaux)

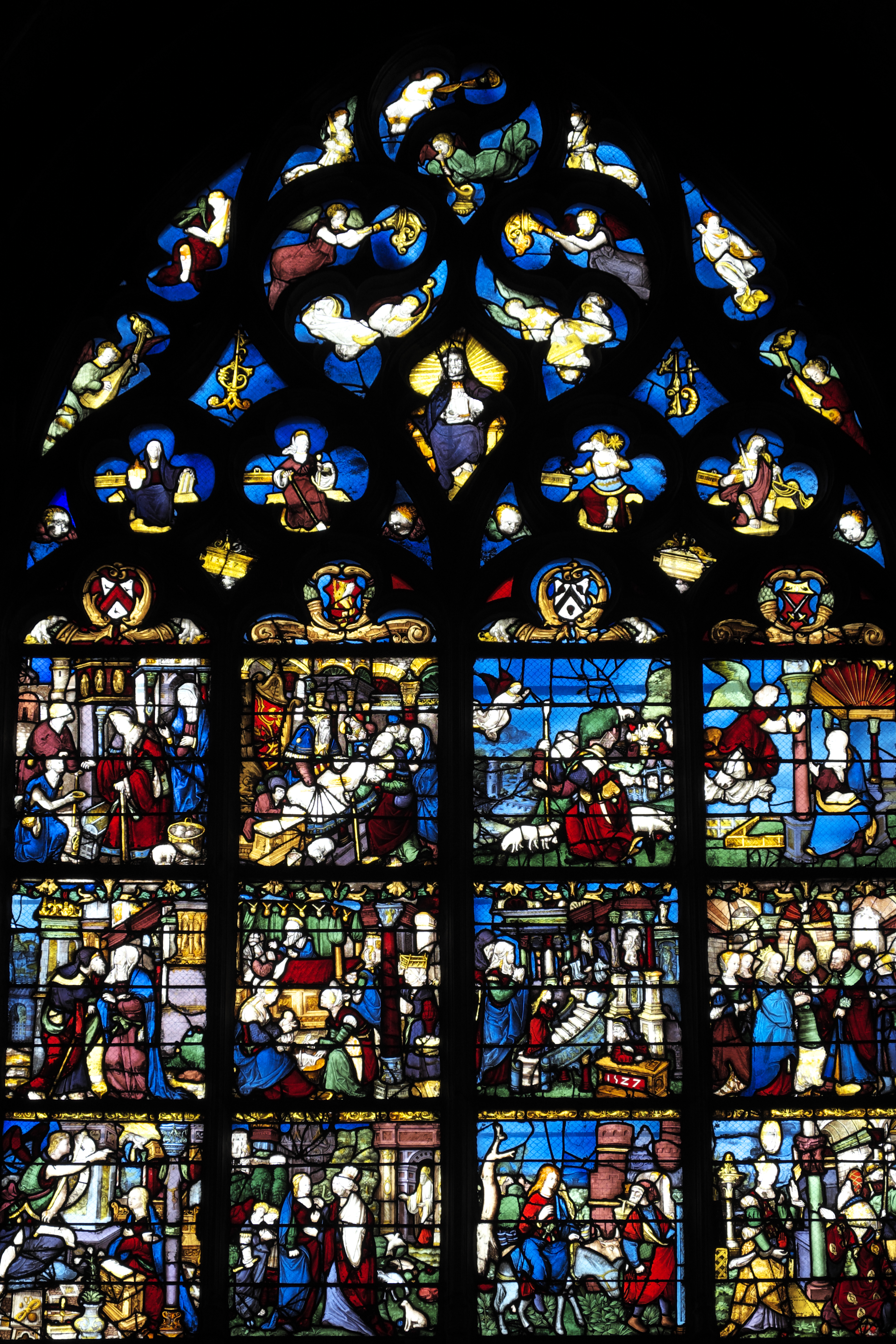
Fenster Leben der Jungfrau

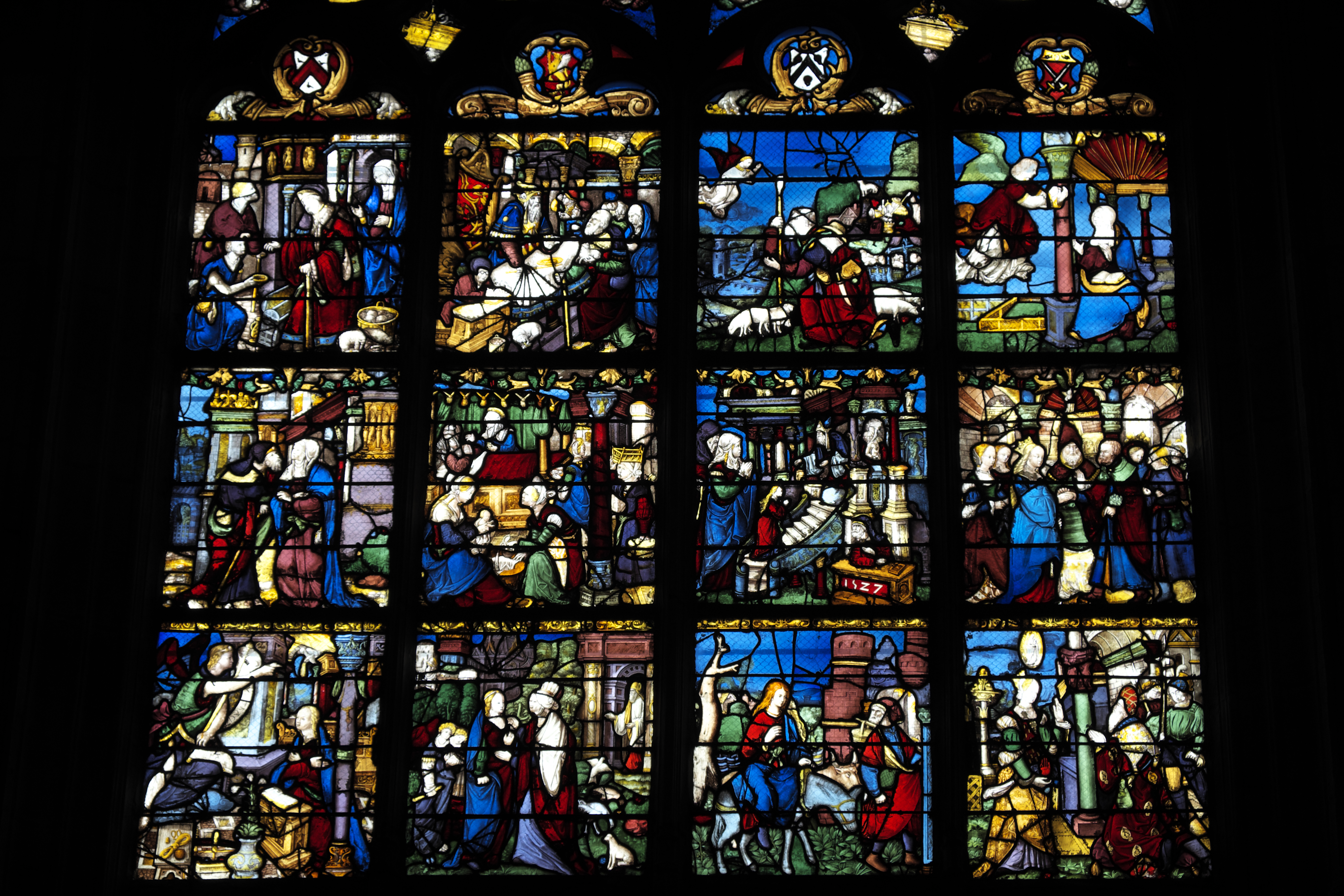
Ausschnitt mit Szenen aus dem Leben Marias

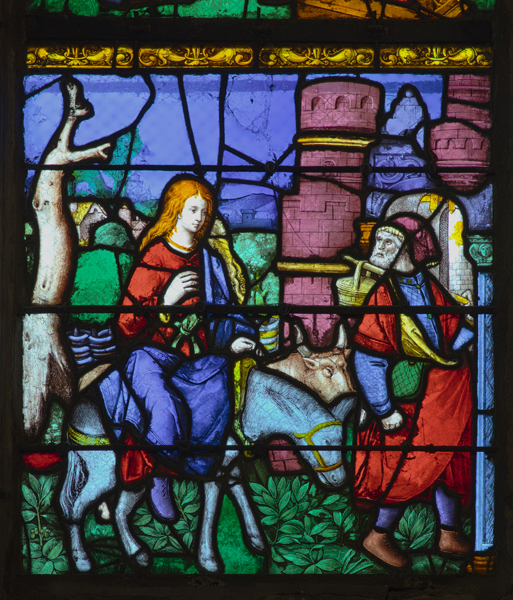
Ankunft in Betlehem

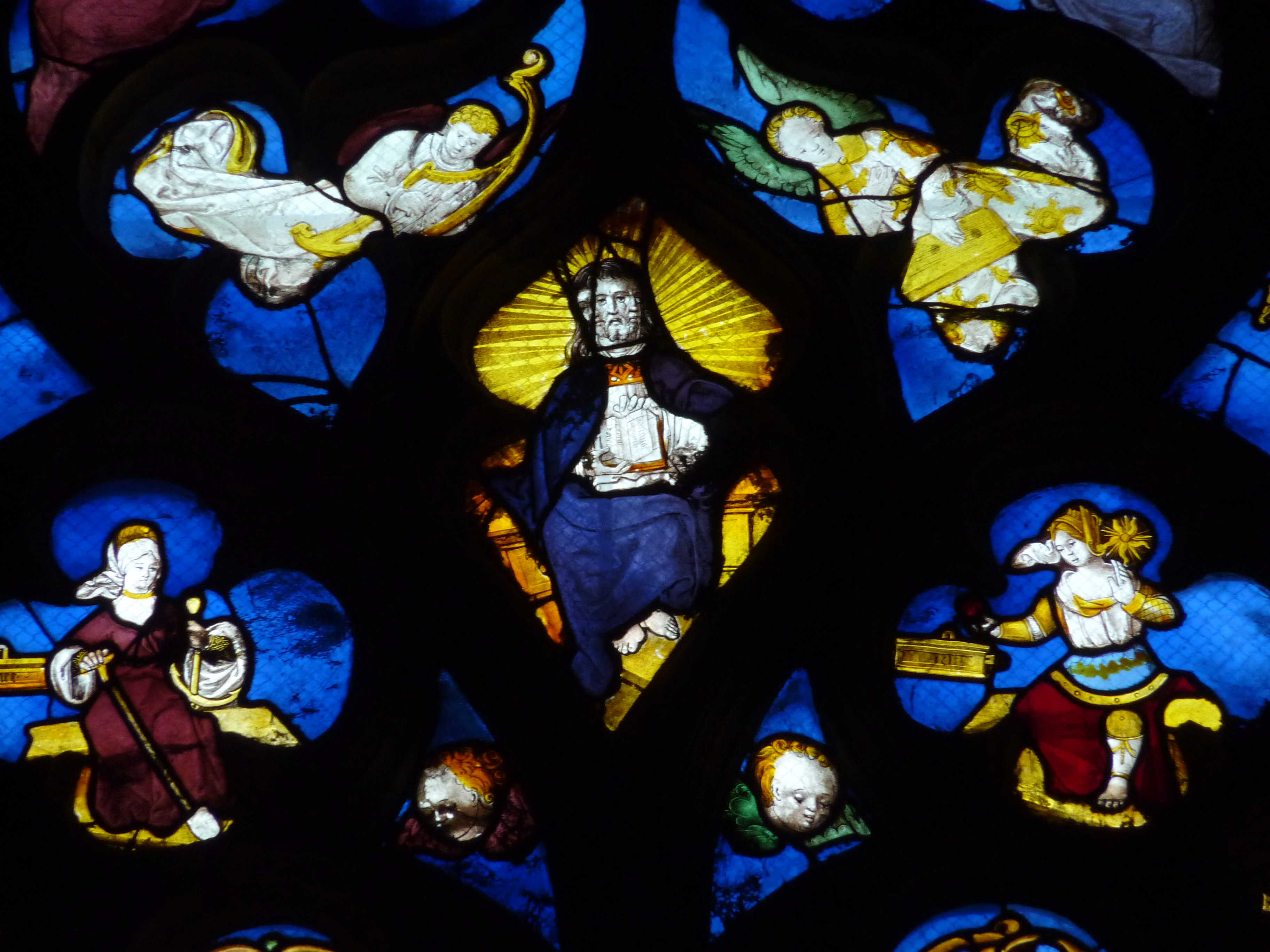
Dreifaltigkeit als Person mit drei Gesichtern

Das Bleiglasfenster Leben der Jungfrau in der katholischen Pfarrkirche Notre-Dame-en-Vaux in Châlons-en-Champagne, einer französischen Stadt in der Region Grand Est, wurde 1527 geschaffen. Das Renaissancefenster ist seit 1840 als Monument historique klassifiziert.

## Beschreibung
Das 4,50 Meter hohe und drei Meter breite Bleiglasfenster wird anhand der Gesichter Mathieu Bléville zugeschrieben, der auch weitere Fenster der Kirche Notre-Dame schuf. Das Fenster Nr. 23 (nach dem Schema von Corpus Vitrearum Medii Aevi) wurde 1527 geschaffen. Die Jahreszahl 1527 ist auf rotem Untergrund am Tisch des Händlers in der Szene Marias Tempelgang und im Maßwerk (links unten) zu sehen. Das Fenster wurde 1906 von Jean-Baptiste Anglade restauriert.
Im Gegensatz zu anderen Fenstern der Kirche, wo eine große Szene in der Mitte dargestellt ist, werden hier zwölf gleich große Szenen aus dem Marienleben in Form von Miniaturen gezeigt. Diese sind von links oben (beginnend mit Anna und Joachim geben Almosen) nach rechts und von oben nach unten chronologisch geordnet:
 1. Reihe 
- Anna und Joachim, die Eltern Marias, geben Almosen
- der Hohepriester weist Joachims Opfer zurück
- Verkündigung an Joachim
- Verkündigung an Anna

2. Reihe 
- Begegnung von Anna und Joachim unter dem Goldenen Tor von Jerusalem
- Mariä Geburt
- Marias Tempelgang
- Heirat von Maria und Joseph

3. Reihe 
- Mariä Verkündigung
- Mariä Heimsuchung
- Ankunft in Betlehem
- die Tiburtinische Sibylle kündigt dem Kaiser Augustus die Geburt des Messias an

Im Maßwerk wird in zentraler Stelle die Dreifaltigkeit als Person mit drei Gesichtern dargestellt, umgeben von musizierenden Engeln. Die vier Wappen im unteren Bereich wurden bisher nicht identifiziert.

## Weitere Fenster in derselben Kirche
- Schlacht von Clavijo (Notre-Dame-en-Vaux)
- Verherrlichung der Jungfrau (Notre-Dame-en-Vaux)
- Geburt Jesu (Notre-Dame-en-Vaux)
- Kreuzabnahme (Notre-Dame-en-Vaux)

## Vortrag
- Images et décors : Mathieu Bléville, peintre verrier de Saint-Quentin – Michel Herold Université de Picardie Jules Verne – Colloque Trame – Picardie Flamboyante du 21/11/2012 au 23/11/2012